# Németh Gábor (író)
Németh Gábor (írói álneve: Gabriely György) (Budapest, 1956. november 23. –) József Attila-díjas (2004) magyar író, forgatókönyvíró, szerkesztő, egyetemi oktató.

## Életpályája
1975-ben érettségizett a budapesti Berzsenyi Dániel Gimnáziumban. 1979-ben diplomázott a Budapesti Tanárképző Főiskola magyar-történelem szakán. 1980–1985 között a Világgazdaság munkatársaként dolgozott. 1983-ban elvégezte a MÚOSZ Újságíró Iskolát. 1984-ben az Örley Társaság alapító tagja volt. 1985–1988 között a Design Centernél dolgozott. 1985–1992 között a József Attila Kör tagja, 1996 óta tiszteletbeli tagja. 1986 óta a 84-es Kijárat szerkesztője. 1989-ben az Ipari Forma-t szerkesztette. 1989 és 1998 között a Magyar Írószövetség tagja. 1989–1991 között a Riport munkatársaként tevékenykedett. 1991-ben lett a JAK-füzetek szerkesztője. 1991 óta a Magyar Napló prózarovatának szerkesztője, 1994-ben megbízott felelős szerkesztője. 1993–2008 között a Magyar Íróválogatott tagja volt. 1994–2000 között az Orpheus szerkesztőjeként dolgozott. 1994–2007 között a Magyar Rádió Irodalmi Osztályának szerkesztője volt. 1998 óta a Szépírók Társasága alapító tagja. 1999-2001 között az Octogon szerkesztője, 2002–2003 között a Magyar Narancs kulturális rovatvezetője volt. 2006–2008 között a litera.hu felelős szerkesztőjeként tevékenykedett. 2007-2021 között a Színház- és Filmművészeti Egyetem oktatója.

## Művei
- Szféra-antológia, 1980–1982. Zárójelentés. Dalos György, Farkas Péter, Fráter András, Garaczi László, Hajdu Zsuzsa, Könczöl Csaba, Mezei Péter, Németh Gábor, Petri György, Tóth Gábor írásaiból; s.n., Bp., 1982 [szamizdat]
- Angyal és bábu (próza, 1990)
- A Semmi Könyvéből (kisregény, 1992)
- Eleven hal (elbeszélések, 1994)
- A Huron tó (elbeszélések, 1998)
- Kész regény. Gabriely György és Poletti Lénárd levelezését közreadja Németh Gábor és Szilasi László; Filum, Bp., 2000
- Elnézhető látkép (2002)
- Zsidó vagy? (2004, 2010)
- A mémek titokzatos élete. Németh Gábor és Sebők Zoltán beszélgetése; Kalligram, Pozsony, 2004
- A tejszínről. Prózák; Kalligram, Pozsony, 2007
- Egy mormota nyara; Pesti Kalligram, Bp., 2016
- Ez nem munka. Mondatok pénzért; Kalligram, Bp., 2017
- Budapest Nagyregény. Budapest Brand Nonprofit Zrt., Bp., 2023 (társszerző)

## Filmjei
- Presszó (1998)
- Balra a nap nyugszik (2000)
- Linda (2002)
- A macska szerepe a francia irodalomban (2006)
- Végjáték (2006)
- Vakáció (2006)
- Decameron 2007 (2007)
- Átváltozás (2009)
- Hajónapló (2009-2010)
- A vágyakozás napjai (2010)
- A zöld sárkány gyermekei (2010)

## Műsorai
- Vastag Margó (irodalmi magazin)
- Nagyítás (filmes magazin, Báron Györggyel)
- Művilág (Beszélgetések a képzőművészetről, Sebők Zoltánnal, szerkesztő: Kovács Gabi)

## Díjai, kitüntetései
- Móricz Zsigmond-ösztöndíj (1988)
- IRAT-nívódíj (1991)
- Fiatal Drámaírók-ösztöndíja (1992-1993)
- Soros-ösztöndíj (1994)
- a filmszemle díja (1998)
- Vilmos-díj (2003)
- József Attila-díj (2004)
- Szépírók Díja (2004)
- Szinnyei Júlia-emlékdíj (2005)
- Márai Sándor-díj (2005)
- Déry Tibor-díj (2006)
- Litera-díj (2011)
- Üveggolyó-díj (2012)
- Füst Milán-díj (2017)